# Lista över låtar av Ashley Tisdale
En komplett lista över låtar framförda av amerikanska skådespelerskan, låtskrivaren och sångerskan Ashley Tisdale.

## Album sånger
Alla sånger som har varit med på studioalbum av Ashley Tisdale.
| Sång                          | Låtskrivare                                                   | Album                           | År   |
| ----------------------------- | ------------------------------------------------------------- | ------------------------------- | ---- |
| "Acting Out"                  | Ashley Tisdale Johan Alkenäs Joacim Persson                   | Guilty Pleasure                 | 2009 |
| "Be Good to Me"               | Kara DioGuardi Joacim Persson Niclas Molinder                 | Headstrong                      | 2006 |
| Crank It Up                   |                                                               | Guilty Pleasure                 | 2009 |
| Delete You                    |                                                               | Guilty Pleasure                 | 2009 |
| "Don't Touch (The Zoom Song)" | Adam Anders Nikki Hassman Rene Tromborg                       | Headstrong                      | 2007 |
| "Erase & Rewind"              |                                                               | Guilty Pleasure                 | 2009 |
| "Goin' Crazy"                 | Joacim Persson Niclas Molinder Pelle Ankarberg                | Headstrong                      | 2007 |
| "Guilty Pleasure"             |                                                               | It's Alright, It's Ok CD Single | 2009 |
| "Hair"                        |                                                               | Guilty Pleasure                 | 2009 |
| "Headstrong"                  | Adam Longlands Lauren Christy Scott Spock                     | Headstrong                      | 2006 |
| "He Said She Said"            | J. R. Rotem Evan Bogart Ryan Tedder                           | Headstrong                      | 2006 |
| "Hot Mess"                    |                                                               | Guilty Pleasure                 | 2009 |
| "How Do You Love Someone"     |                                                               | Guilty Pleasure                 | 2009 |
| "I'm Back"                    | Ashley Tisdale Tommy Page                                     | Guilty Pleasure                 |      |
| "Intro"                       | Jack D. Elliot                                                | Headstrong                      | 2007 |
| "It's Alright, It's OK"       | Joacim Persson Emil Svensson Niclas Molinde                   | Guilty Pleasure                 | 2009 |
| "It's Life"                   | Ashley Tisdale Shelly Pieken Mark Ford Hammond                | Headstrong                      | 2007 |
| "I Will Be Me"                | Bryan Todd Anton Bass Michael Smith                           | Headstrong                      | 2007 |
| "Love Me For Me"              | Diane Warren                                                  | Headstrong                      | 2007 |
| "Masquerade"                  |                                                               | Guilty Pleasure                 | 2009 |
| "Me Without You"              | Ashley Tisdale Toby Gad Lindsay Robins                        | Guilty Pleasure                 | 2009 |
| "Not Like That"               | Ashley Tisdale Joacim Persson Niclas Molinder Pelle Ankarberg | Headstrong                      | 2007 |
| "Over It"                     | Ashley Tisdale Bryan Todd Michael Smith                       | Headstrong                      | 2007 |
| "Overrated"                   | Ashley Tisdale Niclas Molinder Joacim Persson Charles Masson  | Guilty Pleasure                 | 2009 |
| "Positivity"                  | Guy Roche Shelly Peiken Samantha Jade                         | Headstrong                      | 2007 |
| "So Much for You"             | Adam Longlands Lauren Christy Scott Spock Graham Edwards      | Headstrong                      | 2007 |
| "Suddenly"                    | Ashley Tisdale Janice Robinson                                | Headstrong                      | 2007 |
| "Switch"                      | Jonh Hermanson Eric Fawcett                                   | Guilty Pleasure                 | 2009 |
| "Tell Me Lies"                |                                                               | Guilty Pleasure                 | 2009 |
| "Unlove You"                  | Guy Roche Shelly Peiken Sarah Hudson                          | Headstrong                      | 2007 |
| "We'll Be Together"           | Shelly Peiken                                                 | Headstrong                      | 2007 |
| "Watcha Waiting For"          | Ashley Tisdale Johan Alkenäs Joacim Persson Emil Svensson     | Guilty Pleasure                 | 2009 |
| "What If"                     | Ashley Tisdale Kara DioGuardi                                 | Guilty Pleasure                 | 2009 |
| "Who I Am"                    | Bryan Todd Anton Bass Michael Smith                           | Headstrong                      | 2007 |

## Soundtrack
Alla låtar som Ashley Tisdale har spelat in för ett filmsoundtrack.
| Sång                              | Låtskrivare                   | Film                               | År   |
| --------------------------------- | ----------------------------- | ---------------------------------- | ---- |
| "A Night to Remember"             | Matthew Gerrard Robbie Nevil  | High School Musical 3: Sista året  | 2008 |
| "Bop to the Top"                  | Randy Petersen Kevin Quinn    | High School Musical                | 2006 |
| "Fabulous"                        | David Lawrence Faye Greenberg | High School Musical 2              | 2007 |
| "I Can't Take My Eyes Off Of You" | Matthew Gerrard Robbie Nevil  | High School Musical                | 2006 |
| "I Want It All"                   | Matthew Gerrard Robbie Nevil  | High School Musical 3: Senior Year | 2008 |
| "Kiss the Girl"                   | Howard Ashman                 | Den lilla sjöjungfrun              | 2006 |
| "Shadows of the Night"            | Pat Benatar                   | Picture This                       | 2008 |
| "Stick to the Status Quo"         | David Lawrence Faye Greenberg | High School Musical                | 2006 |
| "We're All In This Together"      | Matthew Gerrard Robbie Nevil  | High School Musical                | 2006 |
| "What I've Been Looking For"      | Andy Dodd Adam Watts          | High School Musical                | 2006 |
| "What Time Is It?"                | Matthew Gerrard Robbie Nevil  | High School Musical 2              | 2007 |
| "You Are the Music in Me"         | Jamie Houston                 | High School Musical 2              | 2007 |

## Covers släppta av Tisdale
| Sång                                         | Originalartist    | Låtskrivare                          | Album                                       | År   |
| -------------------------------------------- | ----------------- | ------------------------------------ | ------------------------------------------- | ---- |
| "Heaven is a Place on Earth"                 | Belinda Carlisle  | Rick Nowels Ellen Shipley            | Begränsad upplaga                           | 2008 |
| "I Wanna Dance With Somebody (Who Loves Me)" | Whitney Houston   | George Merrill Shannon Rubicam       | Begränsad upplaga                           | 2008 |
| "Kiss the Girl"                              | Samuel E. Wright  | Howard Ashman                        | The Little Mermaid soundtrack DisneyMania 5 | 2006 |
| "Last Christmas"                             | Wham!             | George Michael                       | A Disney Channel Holiday                    | 2006 |
| "Never Gonna Give You Up"                    | Rick Astley       | Mike Stock Matt Aitken Pete Waterman | Begränsad upplaga                           | 2008 |
| "Shadows of the Night"                       | Pat Benatar       | Pat Benatar                          | Picture This soundtrack                     | 2008 |
| "Some Day My Prince Will Come"               | Adriana Caselotti | Larry Morey                          | DisneyMania 4 Princess DisneyMania          | 2006 |
| "Time After Time"                            | Cyndi Lauper      | Cyndi Lauper Rob Hyman               | Begränsad upplaga                           | 2008 |
| "Too Many Walls"                             | Cathy Dennis      | Cathy Dennis Anne Dudley             | Begränsad upplaga                           | 2008 |